# DDR-Meisterschaft im Straßenrennen 1973
Die DDR-Meisterschaft im Straßenrennen 1973 fand am 4. August in Waltershausen im Landkreis Gotha in Thüringen statt und wurde als Eintagesrennen ausgetragen. Es war das 25. Meisterschaftsrennen in der DDR. Sieger wurde Dieter Gonschorek.

## Strecke
Das Rennen führte von Waltershausen über Reinhardsbrunn und Tabarz zurück nach Waltershausen über einen Rundkurs von insgesamt 185 Kilometer.

## Rennverlauf
77 Radrennfahrer der DDR-Leistungsklase sowie die besten Fahrer aus den Betriebssportgemeinschaften (BSG) waren am Start. In der Anfangsphase führte starker Regen zu einem Massensturz von 18 Fahrern. Zehn Fahrer gaben danach das Rennen wegen Verletzung oder Materialschäden auf, darunter Mitfavorit Michael Milde. In der 7. Runde forcierten Dieter Gonschorek, Michael Schiffner und Reinhard Langanke und setzten sich ab. Vor der letzten Runde hatten sie knapp zwei Minuten Vorsprung. Kurz vor dem Ziel setzte sich Gonschorek vor seinen Begleitern ab und gewann das Meistertrikot.

## Ergebnis
|     | Fahrer            | Verein/Ort           | Zeit (h)       |
| --- | ----------------- | -------------------- | -------------- |
| 01. | Dieter Gonschorek | ASK Vorwärts Leipzig | 4:39:55        |
| 02. | Michael Schiffner | SC DHfK Leipzig      | + 0:15 Minuten |
| 03. | Reinhard Langanke | SC Dynamo Berlin     | + 1:38 Minuten |
| 04. | Wolfram Kühn      | SC Turbine Erfurt    | + 2:58 Minuten |
| 05. | Bernd Fischer     | SC Karl-Marx-Stadt   | + 3:30 Minuten |
| 06. | Lothar Pfuhl      | SC Karl-Marx-Stadt   | gl. Zeit       |
| 0 … |                   |                      |                |

## Weblink
- DDR-Meisterschaft im Straßenradsport in der Datenbank von Radsportseiten.com